# Gregorio Jover Cortés
Gregorio Jover Cortés, dit el chino (Terol, 25 d'octubre de 1891 - Mèxic, 22 de març de 1964) fou un anarquista i revolucionari espanyol, comandant de la 28a Divisió o Columna Ascaso, que va lluitar al front d'Aragó, i amic íntim de Buenaventura Durruti i Francisco Ascaso.

## Biografia

### Els inicis
Quan era gairebé un nen va emigrar a València, on s'adhereix a les organitzacions juvenils socialistes i després a les anarquistes. Al voltant de 1911, després de complir el servei militar com a soldat de lleva, van emigrar a Barcelona, on treballa com a fuster, adherint-se a la secció corresponent del sindicat de la CNT. Perseguit pel seu activisme, es va refugiar a València un temps, i després va tornar a Barcelona, on fou nomenat delegat del Sindicat de la Fusta en el Confederació Regional del Treball de Catalunya, tot i ser actiu també en el grup Los Valencianos (junt amb Manuel Bermelo, José Claramonte Gomez i altres). El 12 d'agost de 1923 participà en el congrés regional de la CNT celebrat a Manresa, rebutjant el càrrec de secretari que li van oferir perquè es declara analfabet. És durant aquest congrés quan es va produir el "cop d'estat de Primo de Rivera."
Amb la dictadura de Primo de Rivera augmenta la repressió contra el moviment obrer i grups de pistolers organitzats per anomenat Sindicat Lliure que atacaven mortalment als activistes sindicals més exposats. Com a mitjà de defensa Jover va ajudar a fundar el grup il·legalisme i d'acció directa Los Solidarios, organitzat en cèl·lules independents en defensa i suport d'armat dels grup d'anarquistes espanyols de la FAI-CNT. Amb Buenaventura Durruti participà en l'organització de l'atemptat contra el primer ministre Eduardo Dato e Iradier (8 de març de 1921), tot i que no participà directament en l'acció. És durant una d'aquestes "operacions" que el 24 de març 1924 Jover fou detingut a Barcelona, però va aconseguir escapar i exiliar-se a París juntament amb Francisco Ascaso, Buenaventura Durruti i la majoria dels milicians de Los Solidarios. També va ser un dels organitzadors de la fracassada expedició a Bera (7 de novembre de 1924) i l'intent d'atemptat contra la caserna de Drassanes (24 de novembre de 1924). Mentrestant, el 1923 i 1924, la seva companya Nieves Castella va tenir dos fills, Emma i Liberto.
Per tal d'evitar l'expulsió de França, juntament amb Buenaventura Durruti i Francisco Ascaso va emigrar a Amèrica Llatina (Mèxic, Argentina, Cuba, Perú i Xile), on va crear un grup que seguia les mateixes passes que Los Solidarios, Los Errantes, que a Xile va organitzar el primer atracament expropiatori de la història del país. El grup va retornar a Europa el 1926. El 1927 Jover participà en l'organització de l'atemptat contra el rei Alfons XIII a París, però tot i l'ordre de crida i cerca se les hi va arreglar per escapar de la detenció. El 1931, amb la proclamació de la Segona República Espanyola, va tornar a Barcelona i es va reintegrar dins la CNT.
Des de novembre de 1932 fou membre del comitè del Sindicat de Metal·lúrgics de Barcelona. Membre del grup d'acció Nosotros (Buenaventura Durruti, Francisco Ascaso, Joan Garcia Oliver, etc.), fou protagonista de moltes accions directes anticapitalistes i diversos aixecaments, que li van costar alguns períodes d'empresonament.

### Durant la guerra civil espanyola
Iniciada la guerra civil espanyola el juliol de 1936 Jover fou nomenat president del sector tèxtil de la CNT i membre del Comitè de defensa de Barcelona; juntament amb Miguel García Vivancos esdevé responsable de la Columna Los Aguiluchos de la FAI.
Juntament amb altres anarquistes com Liberto Callejas, Ada Martí i Maximo Franco, comandant de la Columna Roja y Negra van participar juntament amb el POUM en els anomenats fets de maig de 1937, en els que s'hi van distingir el grup Los Amigos de Durruti (amb uns 5.000 militants). Seguidament Jover fou nomenat tinent coronel de la 28a Divisió (Columna Ascaso), que va combatre al front d'Aragó, a Terol, a Llevant i a Extremadura, i finalment al X Cos d'Exèrcit de l'Est.
Exiliat a França durant la retirada (gener-febrer de 1939), fou arrestat el 10 de febrer de 1939 a La Guingueta d'Ix amb el pretext que ja havia estat expulsat de França dotze anys abans. Va ser internat durant 41 dies a la presó de Perpinyà, de la que fou alliberat el 4 d'abril després d'haver estat condemnat a 15 dies a la presó. A continuació fou enviat al camp de concentració de Vernet fins al 10 de juliol de 1939, però gràcies a l'autorització del sotsprefecte de Prades se li va concedir permís per residir a Rià, on se sosté gràcies a les subvencions mensuals de 2.000 francs que li envia el Servei d'Evacuació de Refugiats Espanyols (SERE). A l'octubre de 1939 la policia l'identifica com el Gregorio Jover expulsa el 1925 i el 18 d'octubre l'interna novament en el camp de Sant Cebrià de Rosselló.

### L'exili a Mèxic
L'internament li fa veure que pateix una persecució que li farà la vida impossible a França. Llavors decideix marxar al continent americà, abans d'embarcar a Santo Domingo i després a Mèxic. En aquesta nació participa juntament amb Joan García Oliver en la fundació del Partit Obrer del Treball (POT).
Fou també secretari de la subdelegació de la CNT de Mèxic i el Comitè de relacions i ajuda, en nom del qual el 1945 demana Giral l'entrada de la CNT al govern de la república espanyola en l'exili. Decebut per l'evolució del moviment llibertari, a començaments de 1950 s'acosta al Partit Comunista, participant amb Manuel Rivas al grup Unidad (exclòs de la CNT) i també va publicar un diari, obertament del costat de la línia política del partit. Després d'aquesta obertura al Partit Comunista, sembla que al final de la seva vida es va reconciliar totalment amb les idees anarcosindicalistes.
Gregorio Jover Cortés va morir a Mèxic el 22 de març de 1964.